# Cidade de Sejong

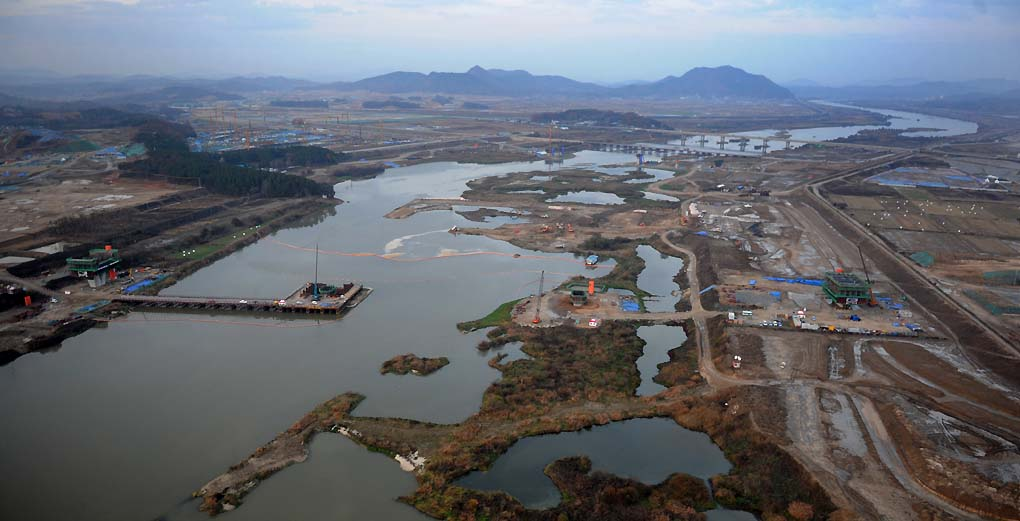
Local em construção em Sejong, novembro de 2009.

Sejong (Hangul: 세종, hanja: 世宗), oficialmente denominada Cidade Autônoma Especial de Sejong e primeiramente conhecida como condado de Yeongi (연기, 燕岐), é uma cidade planejada da Coreia do Sul. Foi concebida para ser a nova capital sul-coreana, substituindo Seul. No início de 2007, o governo sul-coreano decidiu, primeiramente, criar um distrito administrativo especial para sediar nove ministérios e quatro agências nacionais, atualmente localizados fora de Seul, em partes das províncias de Chungcheong do Sul e uma pequena seção de Chungcheong do Norte, próximo de Daejeon.
A capital foi inaugurada em 2 de julho de 2012, com 36 agências do governo programadas para mudarem para Sejong em 2015.

## Nome
Sejong recebeu esse nome em homenagem ao rei da Dinastia Joseon, Sejong, o Grande, pai do alfabeto nacional coreano.
A cidade foi originalmente chamada condado de Yeongi (연기, 燕岐).

## Geografia
Sejong está localizada entre três outras grandes cidades coreanas: Daejeon, Cheonan e Cheongju.

## Divisões administrativas
Hansol-dong e Jochiwon-eup formam o principal centro urbano da cidade. Sejong está dividida em 1 dong, 1 eup e 9 myeon.
| Nome           | Hangul   | Hanja    |
| -------------- | -------- | -------- |
| Hansol-dong    | 한솔동   | 扞率洞   |
| Jochiwon-eup   | 조치원읍 | 鳥致院邑 |
| Yeongi-myeon   | 연기면   | 燕岐面   |
| Geumnam-myeon  | 금남면   | 錦南面   |
| Janggun-myeon  | 장군면   | 將軍面   |
| Bugang-myeon   | 부강면   | 芙江面   |
| Yeonseo-myeon  | 연서면   | 燕西面   |
| Yeondong-myeon | 연동면   | 燕東面   |
| Jeonui-myeon   | 전의면   | 全義面   |
| Jeondong-myeon | 전동면   | 全東面   |
| Sojeong-myeon  | 소정면   | 小井面   |

## Educação

### Universidades
- Universidade da Coreia - campus de Sejong
- Universidade Hongik

## Transportes

### Aéreo
Sejong é servida pelo Aeroporto Internacional de Cheongju, situado em Cheongju.

### Ferroviário
A linha Gyeongbu, operada pela Korail, passa por Sejong. É uma viagem de 90 minutos com o Mugunghwa-ho até Seul, e os trens circulam aproximadamente a cada 30 minutos.